# Leila Hatami

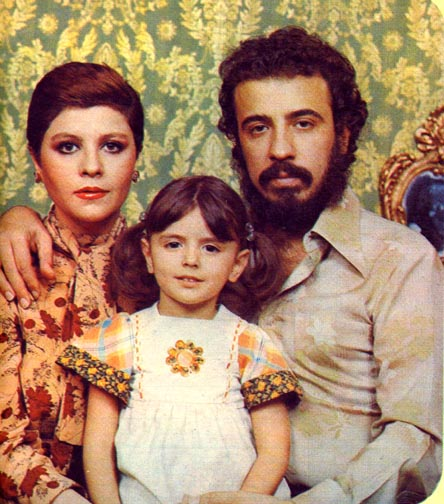
Leila Hatami como uma menina entre sua mãe e seu pai

Leila Hatami (em persa: لیلا حاتمی; Leylā Hātamī; nascida a 1 de outubro de 1972) é uma actriz e directora iraniana. É conhecida pelo seu trabalho no cinema iraniano, incluindo a sua actuação na vencedora dos prémios da Academia de cinema Separação, pela qual ganhou o Prémio Urso de Prata à Melhor Actriz no Festival de Cinema de Berlim.

## Biografia
Leila Hatami nasceu em Teerão em 1972. É filha do director Ali Hatami e da actriz Zari Khoshkam. Está casada com o actor Ali Mosaffa. Durante a sua infância apareceu em vários filmes do seu pai incluindo as séries de televisão Hezar dastan (1978), o biopic Kamalolmolk (1984), e o filme Del Shodegan (1992), onde interpretou o papel de uma princesa turca cega.
Após terminar os seus estudos, mudou-se para Lausanne, na Suíça, para estudar engenharia electrónica na École polytechnique fédérale de Lausanne. Passados dois anos mudou de orientação para estudar literatura francesa. Uma vez completados os seus estudos regressou ao Irão.
Depois de uma pausa iniciou a sua carreira no cinema no ano 1998 com o filme Leila do director Dariush Mehrjui. Em 1997, recebeu o prémio de melhor actriz do Festival Internacional de Cinema de Fajr.
Ela tem protagonizado dezenas de filmes, e muitas vezes tem ganhado a aclamação da crítica e galardões. Pela sua actuação em Istgah-e Matrouk (A Deserta Estação) de 2002, foi nomeada para o Prémio de Melhor Actriz no Festival Internacional de Cinema de Fayr e ganhou o prémio de Melhor Actriz no 26º Festival de Cinema do Mundo de Montreal. Em 2005, apareceu no primeiro filme como director de seu marido Ali Mosaffa, Sima-ye Zani Dar Doordast (Retrato de uma dama longínqua).
Em 2011 participou no filme que ganhou entre outros prémios o Óscar ao melhor filme estrangeiro, Jodaeiye Nader az Simin (Nader e Simin, uma separação) de Asghar Farhadi, no qual encarnou o papel de Simin.
Em 2012, recebeu a atenção internacional pelo seu papel no filme aclamado pela crítica do director Asghar Farhadi, Separação, que ganhou dezenas de prémios, incluindo o Prémio da Academia pelo Melhor Filme Estrangeiro. A sua actuação valeu-lhe o aplauso da crítica e vários prémios, incluindo o Urso de Prata de Melhor Actriz no Festival de Cinema de Berlim. IndieWire elogiou-a pela sua interpretação como uma das melhores actuações da século 21.
Em abril de 2014, foi anunciada como membro do júri da concorrência principal no Festival de Cinema de Cannes 2014. Enquanto encontrava-se ali, cumprimentou o Presidente de Cannes Gilles Jacob com um beijo na bochecha, que é uma forma de cumprimento na França. O Adjunto do Ministro de Cultura Hossein Noushabadi lançou críticas por isto. Em maio de 2014, após receber um importante retrocesso pelo beijo no Irão, incluindo telefonemas para ser açoitada—Hatimi desculpou-se pelas suas acções numa carta.

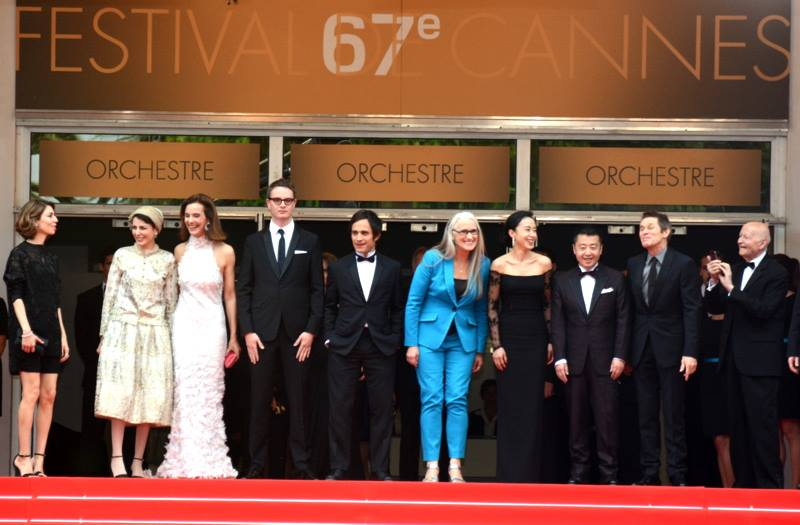
Hatami juntamente com os seus parceiros membros do júri no Festival de Cinema de Cannes 2014